# 凯文·康斯坦
凯文·康斯坦（法語：Kévin Constant，1987年5月15日—），是一名出生在法国的几内亚足球运动员，曾效力于意甲强队AC米兰，同时热那亚俱乐部拥有其共有权。

## 俱乐部生涯

### 图卢兹
康斯坦是图卢兹的青训球员，在2006年被提拔到一线队作赛。

### 沙托鲁
由于在图卢兹队中打不上比赛，俱乐部把康斯坦交易到法国二级联赛球队沙托鲁，在那里其水平有了很大提升。

### 切沃
2010年9月意甲球会切沃从沙托鲁租借康斯坦一个赛季，2011年6月到期。到期后利用买断条款将其留下。

### 热那亚
2011年7月，另外一支意甲球会热那亚从切沃买断了康斯坦的所有权。

### AC米兰
2012年6月20日，AC米兰从热那亚一口气签下了两名球员，除了康斯坦是以租借身份加盟之外，弗兰切斯科·阿切尔比则是收购一半所有权。在这个赛季上半段时间里由于球队左后卫匮乏，本职为中场的康斯坦开始客串左后卫，并且有着不错的表现，逐渐成为这个位置上的首选球员。2013年1月26日，米兰俱乐部宣布买下康斯坦一半所有权，而将表现不尽如人意的阿切尔比的一半所有权卖回热那亚。

## 国家队
2004年时康斯坦代表法国17岁以下国家队参赛，2007年开始康斯坦决定效力祖国几内亚，这年10月对阵塞内加尔的比赛中首次亮相。2012年的非洲国家杯对阵尼日利亚的比赛中康斯坦射入本人首粒成年国家队进球。

## 链接
- 凯文·康斯坦 – FIFA國際賽競賽紀錄 (存檔)
- 凯文·康斯坦在National-Football-Teams.com的資料
- 凯文·康斯坦 – 法國職業足球聯賽数据 – 支持法语（已存档）